# Flughafen Puerto Vallarta

i8
i11
i13
Der Flughafen Puerto Vallarta (spanisch Aeropuerto Internacional de Puerto Vallarta, IATA-Code: PVR, ICAO-Code: MMPR) ist ein internationaler Flughafen bei der Küstenstadt Puerto Vallarta im Bundesstaat Jalisco im Westen Mexikos. Er dient vorrangig touristischen Zwecken.

## Lage
Der Flughafen Puerto Vallarta befindet sich nahe der Pazifikküste beim besonders bei US-Amerikanern beliebten Urlaubsort Puerto Vallarta etwa 750 km (Luftlinie) westlich von Mexiko-Stadt in einer Höhe von ca. 7 m.

## Flugverbindungen
Es werden sowohl viele nationale Flüge von und nach Mexiko-Stadt und anderen mexikanischen Städten als auch zahlreiche internationale Flüge zu Städten in den USA abgewickelt.

## Passagierzahlen
Im Jahr 2019 wurden erstmals mehr als 5 Millionen Passagiere abgefertigt. Danach erfolgte ein deutlicher Rückgang aufgrund der COVID-19-Pandemie.